# Jack J. Lissauer
Pour les articles homonymes, voir Lissauer.
Jack Jonathan Lissauer, né en 1957, est un chercheur américain qui travaille au Ames Research Center de la NASA depuis 1996. Il est co-investigateur scientifique sur le télescope spatial Kepler.

## Biographie
Lissauer obtient un PhD en mathématiques à l'université de Californie à Berkeley en 1982.
Avant de rejoindre la NASA, Lissauer est professeur associé (septembre 1993 - août 1996) et professeur assistant (juin 1987 - août 1993) à l'université Stony Brook. Auparavant, il est visiteur scientifique à l'université de Californie à Santa Barbara (juillet 1985 - juin 1987) et astronome assistant à l'université de Californie à Berkeley (janvier 1985 - juillet 1985).
Ses principaux domaines de recherche sont la formation des systèmes planétaires, la dynamique planétaire et le chaos, les systèmes d'anneaux planétaires et les disques circumstellaires ou protoplanétaires.
Il a découvert avec Mark Showalter, les satellites intérieurs d'Uranus, Cupid et Mab. Avec Showalter, Imke de Pater (en) et R. S. French, il a aussi découvert le petit satellite de Neptune S/2004 N 1.
Lissauer reçoit le prix Harold Clayton Urey de la Société américaine d'astronomie en 1992.